# Marder II
Il Marder II Sd.Kfz.131 e Sd.Kfz.132 era un cacciacarri di costruzione tedesco impiegato dall'Heer, l'esercito della Wehrmacht, durante la seconda guerra mondiale.

## Storia

### Impiego operativo
L'entrata in linea dei carri armati russi T-34 e KV-1, rese superati ed obsoleti tutti i più leggeri carri tedeschi come il Panzer II, basti pensare che la sua entrata in servizio risaliva al lontano 1935.  Per combattere questa nuova minaccia pur conservando l'ottimo scafo del Panzer II, si giunse così ad una soluzione di compromesso: il Marder II. Questo nuovo mezzo ebbe il suo battesimo di fuoco nel 1942 sul fronte orientale, dove la necessità di cacciacarri era massima.  Successivamente prestò servizio su tutti i fronti dando sempre grande prova di sé. Ben presto scomparso sul fronte occidentale quando la superiorità aerea alleata divenne indiscussa, il Marder, al contrario, sopravvisse sul fronte orientale ove gli ultimi esemplari furono dotati di visori all'infrarosso per i combattimenti notturni.

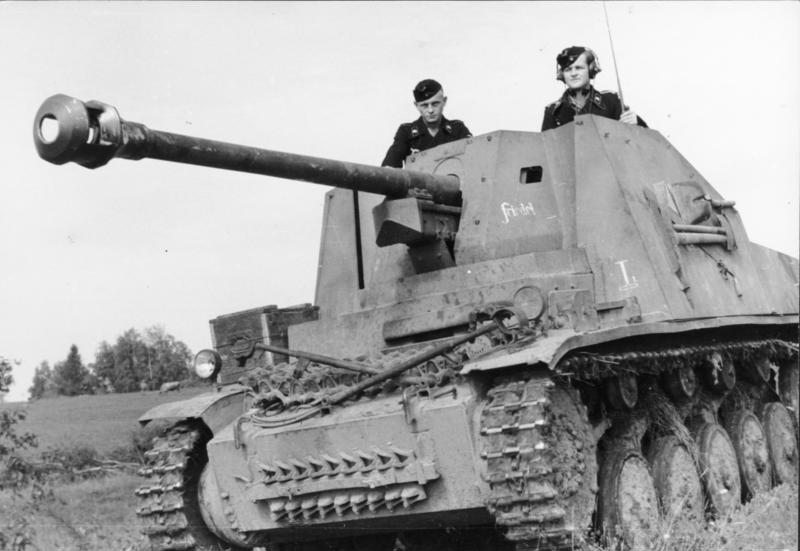
Marder II, Russia centrale, agosto 1943.

L'ottimo rapporto potenza-peso gli garantì una produzione prolungata fino al 1944. In tutto vennero costruiti circa 1217 esemplari sugli scafi dei panzer II versioni A,B,C,F. L'insufficiente protezione data ai serventi dalla sottile piastra frontale era compensata dalla grande gittata e capacità di penetrazione del cannone, nonché dalla manovrabilità e dalla velocità del mezzo. Si trattava comunque di una soluzione di compromesso: come semovente a cielo aperto era notoriamente vulnerabile agli attacchi della fanteria e dei cacciabombardieri; passò dunque in secondo piano con l'entrata in linea dei più potenti e meglio protetti Panzerjäger.

## Descrizione tecnica
Il Marder II (martora in lingua tedesca) è un semovente cacciacarri che sfruttava lo scafo del Panzer II per montarvi un potente cannone anticarro da 75 mm. La cupola era sostituita da una sovrastruttura composta da lastre in acciaio leggermente inclinate, atte a garantire una minima protezione ai serventi. Nelle versioni successive il 7,5 cm PaK 40/2 (Sd.Kfz.131) venne sostituito dal 7,62 cm PaK 36(r) (Sd.Kfz.132), un pezzo da campagna russo ricamerato per il 75 mm. Rispetto al precedente, godeva di una maggiore velocità iniziale per far fronte ai carri più pesantemente corazzati, specie sul fronte orientale. Era inoltre equipaggiato con una mitragliatrice MG 34 per contrastare la fanteria a breve distanza.